# Epritz
Epritz je naselje v Občini Stari Dvor v Okraju Šentvid ob Glini na Koroškem v Avstriji.